# Can Rigalt (Sant Adrià de Besòs)
Can Rigalt, també anomenada Can Barnola, és una antiga masia situada a l'avinguda de Pi i Margall cantonada amb el carrer Major de Sant Adrià de Besòs, catalogada com a bé cultural d'interès local. Actualment és de propietat municipal.

## Història
Deu el seu nom a l'argenter de Barcelona Miquel Rigalt, que el 1727 va adquirir-la als cohereus de Francesc Gener (o Janer), avi de la seva primera esposa Mònica Clavera i Gener. La seva pubilla Francesca Rigalt i Clavera es va casar amb el també argenter Joan de Girona i Comas (1689-1771), i la finca fou heretada pel seu primogènit Miquel de Girona i Rigalt, casat amb Eulàlia Augirot i de Nadal. Morí prematurament i fou succeït pel seu fill Francesc de Girona i Augirot, casat amb Marianna Ros i Oller.
El 1805, el matrimoni casà la seva filla Eulàlia de Girona i Ros amb Josep Marià de Cabanes i d'Escofet. L'hereu Francesc de Paula de Cabanes i de Girona va morir sense descendència, i la propietat va passar a mans de la seva germana Joaquima, casada amb Ignasi de Bassols i de Foixà. El matrimoni va tenir dues filles: Mercè, casada amb el seu cosí Lluís de Miquel i de Bassols, baró de Púbol i marquès de Blondel de l'Estany, que no van tenir descendència; i Pilar, casada amb Lluís de Barnola i Verdaguer, els descendents dels quals en foren els propietaris fins a principis del segle xxi.
El 1999, el col·lectiu Dones de Futur de Sant Adrià de Besòs organitzà una recollida de signatures sol·licitant la catalogació de la masia (juntament amb Can Serra), i el 2001 l'Ajuntament la declarà bé cultural d'interès local. Aquell mateix any, hi va haver una polèmica a causa de la retirada de l'escut heràldic de la façana per part de la família propietària, però hi va tornar el 2003 gràcies a la pressió de Dones de Futur i l'arquitecte Joan Bassegoda i Nonell. Arran d'aquest incident, l'alcalde Jesús María Canga va declarar la intenció d'adquirir-la per destinar-la a usos culturals, cosa que es va produir el 2005 per valor d'1,1 milions d'euros.
Malgrat que la rehabilitació es va ajornar fins al 2007, realment no es va dur a terme fins al 2015, i va consistir en la substitució de les cobertes antigues –conservant.ne el màxim de teules possibles–, de les bigues deteriorades, així com una paret de càrrega del pis. A més, es van retirar els dipòsits d'aigua de sobre la coberta, per col·locar-ne un de nou amb més capacitat, però a la planta baixa.

## Descripció
Construïda al costat de l'antiga carretera de Mataró, consta de planta baixa, pis i golfes. Entre el barri o porta d'entrada i la casa hi ha un petit jardí amb una palmera i altres tipus d'arbres. Tanmateix, el seu entorn ha quedat desvirtuat a causa de la construcció de blocs de pisos moderns de vuit plantes.

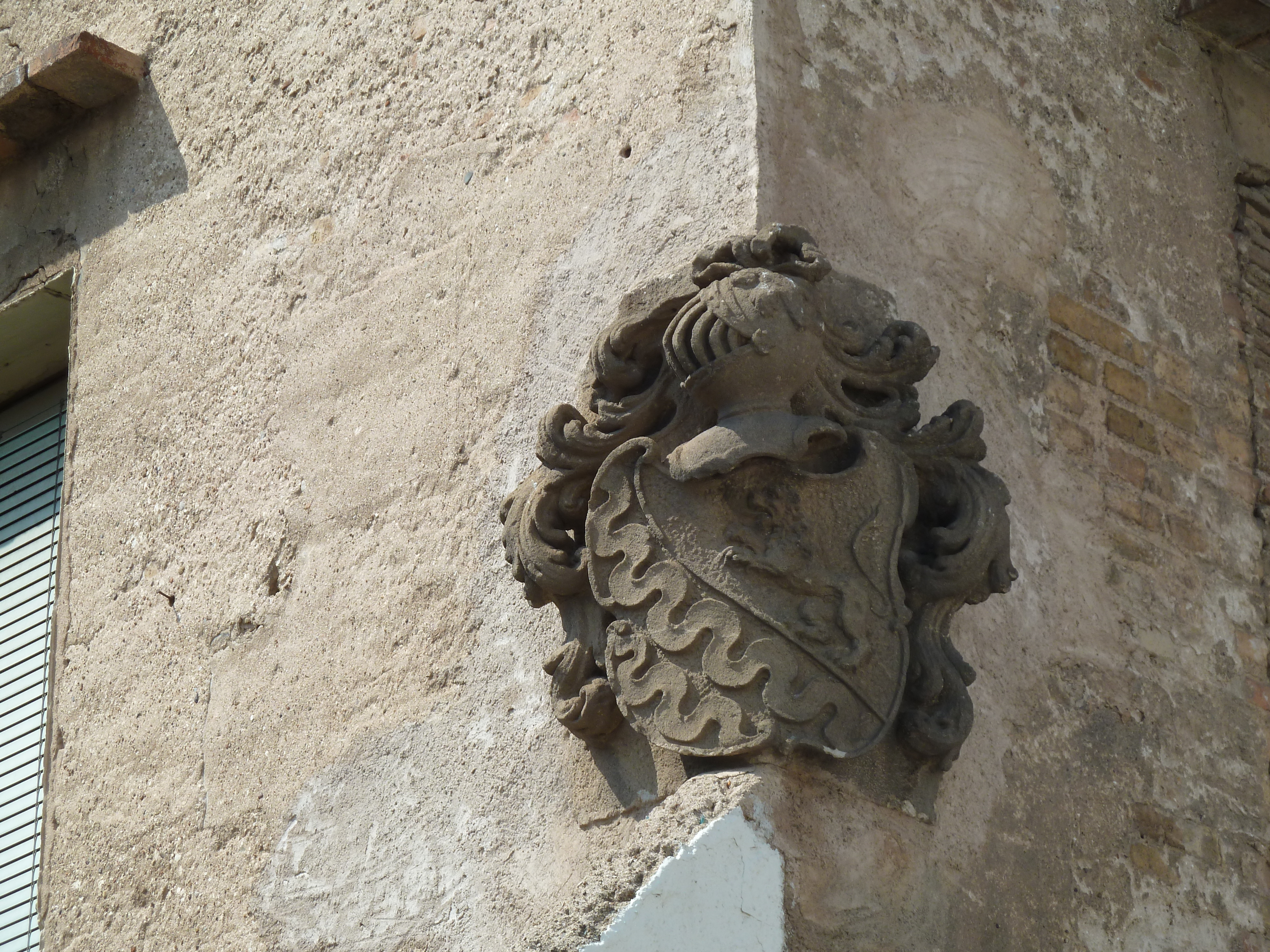
Escut d'armes dels Girona

A la façana hi ha l'escut heràldic dels Girona, retirat el 2001 i recol·locat el 2003. Esculpit sobre un bloc prismàtic de pedra de Montjuïc i tallat a l'aresta, està dividit en dues parts per una línia diagonal i a la part superior dreta hi apareix un lleó rampant mentre que a l'esquerra inferior hi ha dues franges ondulades en diagonal. Està coronat per un elm amb plomes i envoltat de fulles, fet que indica el caràcter nobiliari de la família propietària del mas, els Girona.